# Martin Nehrer
Martin Nehrer (* 30. Juli 1955 in Eisenstadt) ist ein ehemaliger österreichischer Politiker (ÖVP) und Arzt. Nehrer ist verheiratet und war von 1991 bis 1996 Abgeordneter zum Burgenländischen Landtag.
Nehrer wurde als Sohn des Weinbauern Martin Nehrer aus Sankt Georgen geboren. Er besuchte die Volksschule in Sankt Georgen und danach das Bundesgymnasium Eisenstadt, an dem er 1973 maturierte. Nehrer studierte Medizin an der Universität Wien und promovierte 1980 zum Dr. med. Er war in der Folge als praktischer Arzt tätig und leistete zwischen 1983 und 1984 den Präsenzdienst beim Österreichischen Bundesheer ab. Ab 1984 war Nehrer Kontrollarzt der Sozialversicherungsanstalt der gewerblichen Wirtschaft im Burgenland, seit 1985 führt er eine Ordination in Eisenstadt. Nehrer vertrat die ÖVP vom 18. Juli 1991 bis zum 27. Juni 1996 im Burgenländischen Landtag.